# Beaulieu (azienda)
La Beaulieu (attualmente Beaulieu-Images) è un'azienda francese, che dagli anni 1950 produceva cineprese e proiettori destinate ai formati 8 mm, Super 8 mm, 16 mm e Super 16 mm. Attualmente produce stabilizzatori di immagine, proiettori d'immagine di grande formato e altri prodotti multimediali.

## Storia

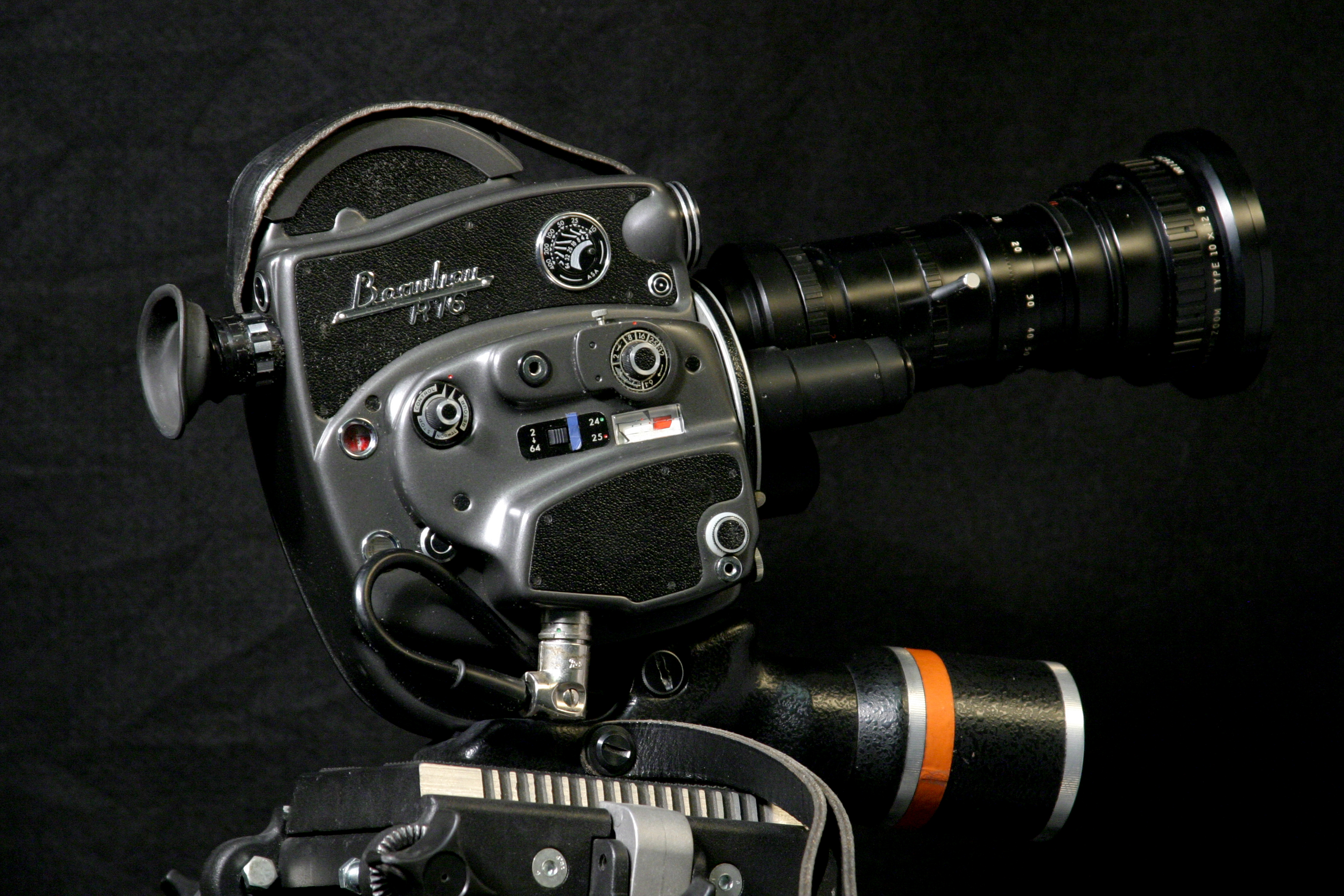
Beaulieu R16

La società fu creata nel 1951 da Marcel Beaulieu (1908-1985)  . La prima cinepresa fu la M16, per il formato 16 mm e con un solo obiettivo, prodotta nel 1951, seguita l'anno successivo dalla T16, con una torretta che consentiva di utilizzare due obiettivi.
Nel 1955 uscì la M8, per il formato 8 mm, seguita dalla T8, con torretta e due obiettivi. Le prime cineprese reflex furono la R16, nel 1956, con torretta e tre obiettivi, e la MR8, nel 1958, seguita dalla TR8, con torretta e tre obiettivi. Il 1955 è anche l'anno  nel quale comparve in scena nell'azienda il figlio di Marcel, Jacques, nato nel 1935. Nel 1970 assunse il ruolo di direttore tecnico per poi (1978) diventare amministratore delegato.
Negli anni sessanta comparvero gli obiettivi zoom, la regolazione del diaframma divenne automatica e i motori di trascinamento divennero elettrici.
Nelle pubblicità compariva l'indirizzo Service-Beaulieu Information Quai du Marché-Neuf, Parigi, 4⁰ Arrondissement, poi 16.ter Rue de la Cerisaie a Charenton-le-Pont e dal 1993 Romorantin-Lanthenay l'ultima sede.
Dopo l'introduzione, da parte della Kodak, del formato Super 8, nel 1965 venne presentata l'avanzatissima S 2008, mentre cessò la produzione degli apparecchi 8 mm. Nel 1966, con la CRE 16 Sync., fu introdotto il sonoro sincronizzato, mentre la 4008 ZM, nel 1969, consentiva riprese "macro".
Ponendosi nella gamma molto alta della produzione dell'epoca, con ottiche intercambiabili (attacco "C"), molti sceneggiatori e registi quali  Chris Marker, Nelly Kaplan, il giornalista televisivo Michel Polac (1930-2012), il regista francese Edouard Luntz (1931-2009) utilizzarono questi apparecchi anche sia per i reportage che per le prove delle inquadrature durante le lavorazioni sul set per poi filmare nei formati maggiori (il 35 mm. o nel formato panoramico 70 millimetri).
Riguardano invece più gli anni ottanta i modelli realizzati che comprendono alcuni prototipi di videocamera, cui seguì la produzione dei modelli BV8 del 1988, in formato Video8, e 8008 Pro Hi del 1990, in formato Video Hi8.
Fra le ultime produzioni ai vertici mondiali nel campo  Super 8 la Beaulieu 7008-S in versione normale e PRO, con riattaccato l'Angenieux 1,4/6-90mm, frame rate (velocità fotogrammi): 4/9/18/24/36/56 fps + singolo fotogramma per la versione PRO con timer intervallo, impostazione automatica e/o manuale della sensibilità della pellicola da 25 ASA a 500 ASA,
sincronizzazione cristallina
Peso: 1000 g (versione normale) 1100 gr. la PRO.
In particolare le più sofisticate comparvero già dalla 6008 S, questa condiderata come una delle migliori cineprese Super 8 mai realizzate. Questi dispositivi di fascia alta sono stati prodotti dal 1979 al 1983, che segnano la fine dell'era Super 8, quando cominciarono ad apparire sul mercato le prime videocamere su nastro magnetico. La 6008 fu la prima a presentare un fantastico obiettivo zoom Schneider Kreuznach apertura f/1.4 con zoom 6-70mm nitido e preciso, la cinepresa includeva pure un intervallometro time-lapse munito di otturatore variabile a ghigliottina, frame rate con selettore da 4 a 56 fps, modalità fotogramma singolo (per stop-motion), capacità macro, messa a fuoco manuale/automatica e zoom manuale/automatico.
In dotazione auricolari, e persino un telecomando.  

Nel 1992 alla Photokina di Colonia viene presentato un capolavoro di tecnica: la 9008-S, l'ultima macchina prodotta a Romorantin-Lanthenay, nell'ultima sede dell'azienda che fu aperta nel 1993. È l'evoluzione del modello 7008-S già  totalmente digitale che consente di filmare in formato 15:9 su cartuccia Super-8.
Il volume di fabbricazione di questi gioielli della tecnica era di 1250 unità al mese per il periodo 1970/75, largamente esportati nei paesi esteri. 
La ditta con la gestione della famiglia Beaulieu cessò l'attività nel 1993 ma subito l'anno successivo un nuovo imprenditore, Jean Ferras (in seguito presente alla mostra Collezione Franceschi a Romorantin), prese in mano l'azienda denominandola "Beaulieu Industrie" all'indirizzo Rue des Capucins 17 di Romorandin e ivi convertendo l'attività nella realizzazione di telecamere, proiettori, apparecchiature di videosorveglianza e prodotti multimediali..
In ultimo una piccola quantità verrà fabbricata soprattutto per l'importante mercato tedesco tant'è che il 1994 rappresenta l'anno della fine della società messa in liquidazione  mentre tutti i pezzi di ricambio furono acquisiti dal distributore tedesco di Mannheim Ritter già in passato collaboratore della ditta francese.
Il 4 maggio 2007, in occasione della mostra
In Italia esiste la straordinaria collezione della produzione Beaulieu del collezionista di Donnas Walter Franceschi (1946-2012), oggi curato dalla figlia e in mostra nel valdostano Castello di Bard

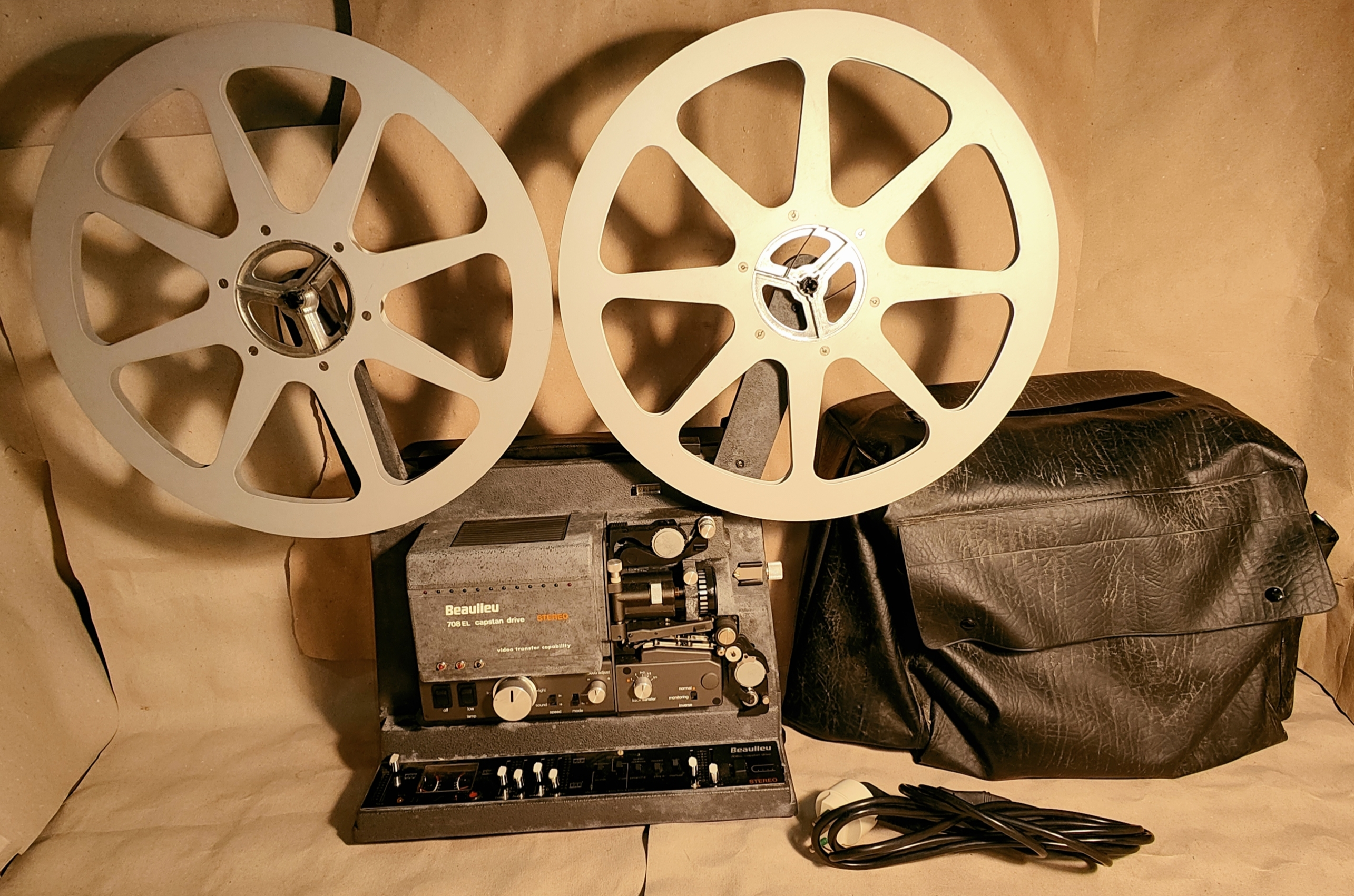
Proiettore stereo Super 8 stereo magnetico 708EL con custodia, obiettivo Xenovaron Schneider Kreuznacht: 1.1/11-30mm., bobine da 600 mt., lampada 15V/150W, selettore 18/24 ftg./sec. con regolatore elettronico da 16-25 fps./sec. (25 fps./sec. film per televisione). Introduzione automatica della pellicola con sistema
"capstan drive".

Per la riparazione e i pezzi di ricambio esiste per tutto il mondo il laboratorio (a Stoccolma) di un ex tecnico dell'azienda (vi entrò nel 1974, gli altri suoi colleghi nel frattempo sono deceduti), lo svedese Björn Andersson. Al servizio del rappresentante Beaulieu di Stoccolma, dopo numerosi viaggi come pendolare fra la fabbrica di Parigi e la Svezia ora è  tornato in patria dove ha il laboratorio in casa. Un problema grosso era rappresentato anche dalla vetusta tecnologia del passato che utilizzava per la corrente elettrica gli accumulatori al nichel-cadmio, risolto ora dal tecnico Andersson sostituendoli con quelli dotati di di celle NiMh.